# 伊斯梅尔·鲁伊斯
伊斯梅尔·鲁伊斯（西班牙語：Ismael Ruiz，1977年7月7日—），西班牙男子足球运动员，司职中场。他曾代表西班牙国奥队参加2000年夏季奥林匹克运动会足球比赛，获得一枚银牌。